# Obús M-56
El obús M56 es un cañón de artillería de 105 mm de origen yugoslavo. La primera versión remolcada es comparable al leFH 18 alemán de 10,5 cm y al obús estadounidense M101, mientras que el M-56A1 más nuevo y el M-09 Soko autopropulsado tienen más mejoras y un mayor alcance.

## Historia
El diseño de la pistola se basa en el M101 y leFH 18. El modelo inicial del cañón fue el SH-1, diseñado por el Instituto Técnico Militar de Belgrado, Yugoslavia, en 1951.Fue producido por Crvena Zastava en Kragujevac, ahora Zastava Arms. El segundo prototipo, también desarrollado por el Instituto Técnico Militar de Belgrado, en 1955 designado como SH-2 fue la base para el serie M-56.La producción en serie comenzó en 1956 Bratstvo Novi Travnik porque antes de eso en 1945 el gobierno comunista de la República Federativa Socialista de Yugoslavia tomó la decisión de trasladar las fábricas de Serbia a otras partes de la recién formada Yugoslavia para desarrollar sus industrias. Debido a esa decisión en 1951, la fábrica de armas Zastava, entonces llamada Crvena Zastava,fue parcialmente disimulada (incluido el programa completo de artillería de la fábrica Crvena Zastava con calibres de más de 20 mm) y junto con 250 expertos fue transferida a Bosnia a la nueva fábrica Bratstvo Novi Travnik desde la entonces República Socialista de Serbia a la República Socialista de Bosnia y Herzegovina para ayudar en el desarrollo de Bosnia a costa de Serbia, que en ese momento estaba industrializada y había educado personal técnico. La versión de producción original era de calibre 28 con un alcance máximo de 13 km.

### Datos técnicos M-56
- M-56 calibre 28
- Peso: Entre 2.190 kg
- Alcance mínimo: 2.000 m
- Alcance máx.: hasta 14 km
- Freno de boca:Doble
- Elevación mínima: -180 mils
- Elevación máx.: 1200 mils
- Límites horizontales: 462 milésimas
- Frecuencia de fuego: 6 rondas/min
- Alcance M-56: 13,1 km

## Desarrollo posterior
MTI desarrolló la versión M56A1, con un cañón más largo de calibre 33 diseñado para durar al menos 18,000 disparos, con un bloque de recámaramás fuerte, con sistemas de retroceso que le permiten disparar rondas modernas de hasta 18 km y un equilibrador hidroneumático. El M-56A1 y M09 Soko son ofrecidas por Yugoimport y la M-56 por BNT TMiH en Bosnia.

### Datos técnicos M-56A1 105mm
- M-56A1 calibre 33
- Peso: 2.370 kg
- Alcance mínimo: 2.000m
- Alcance máx.: hasta 18,5 km
- Freno de boca:Doble
- Elevación mínima: -180 mils
- Elevación máx.: 1200 mils
- Límites horizontales: 462 milésimas
- Frecuencia de disparo: 6-8round/min

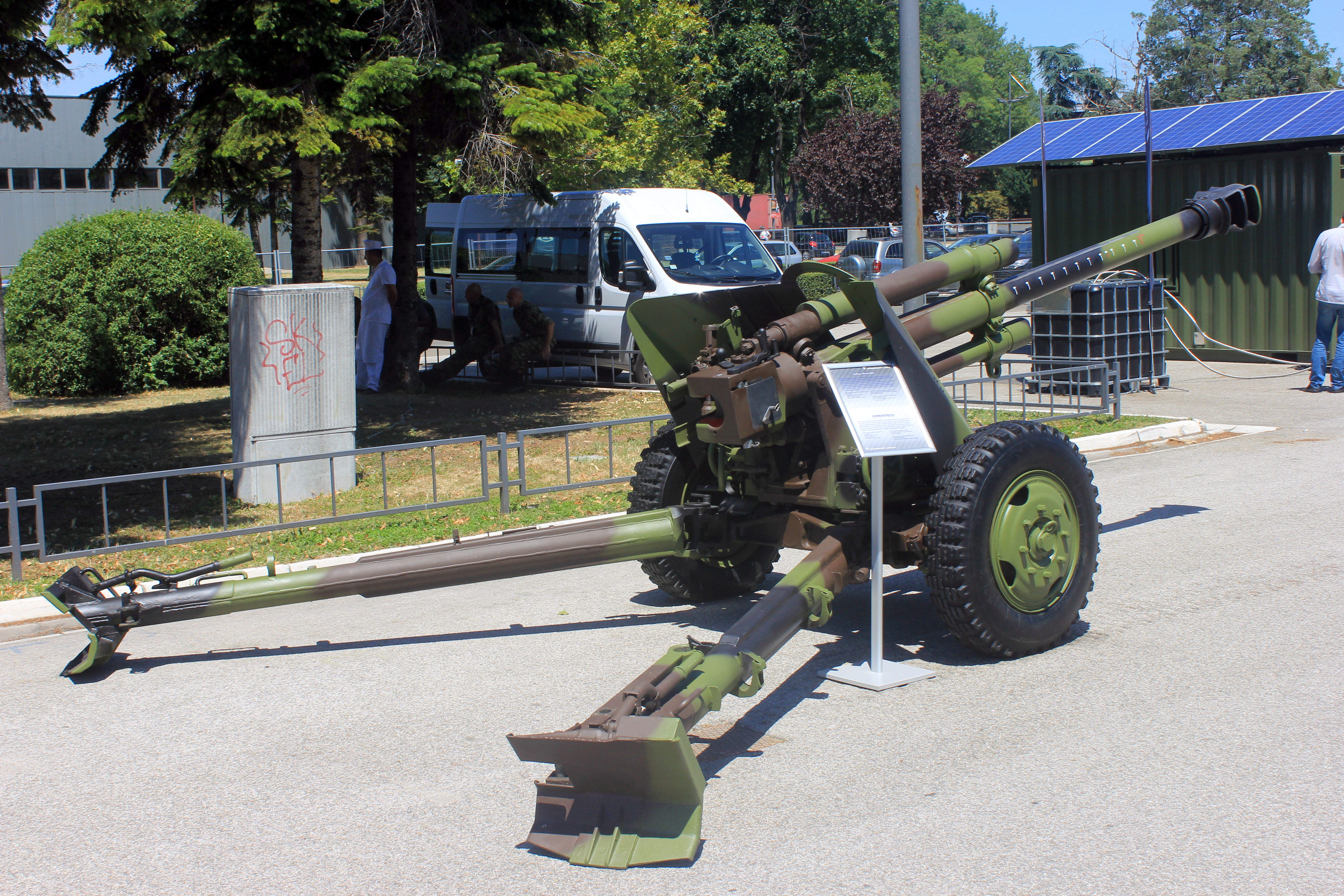
Obús M56A1 de 105 mm en 2017

- M-56A1: 18,1 km
- Longitud del cañón: 3500mm

## Usuarios
Según las Naciones Unidas,se han producido unas 1.500 unidades del M56, en sus diversos modelos, y más de 200 se exportaron entre 1998 y 2004.
Se sabe que el M56 está en servicio con las siguientes naciones:
- Bangladés - 56 en 2016[6]
- Bosnia y Herzegovina[7]
- Croacia[7]
- Chipre - 72 en 1998[7]
- El Salvador - 18 en reserva en 2016 (solo ocupado para ceremonias)[8]
- Guatemala - 56 en 1998[7]
- Indonesia - 10 en 1998[7]
- Irak - desplegado durante la Guerra entre Irán e Irak y la guerra del Golfo Pérsico, actualmente fuera de servicio[7]
- México -  24 con el Ejército y 8 con la Infantería de Marina en 1998[7]
- Serbia - 256 en 1998[7]